# Staunton (Indiana)
Staunton es un pueblo ubicado en el condado de Clay en el estado estadounidense de Indiana. En el Censo de 2010 tenía una población de 534 habitantes y una densidad poblacional de 597,62 personas por km².

## Geografía
Staunton se encuentra ubicado en las coordenadas 39°29′11″N 87°11′20″O / 39.48639, -87.18889. Según la Oficina del Censo de los Estados Unidos, Staunton tiene una superficie total de 0.89 km², de la cual 0.89 km² corresponden a tierra firme y (0%) 0 km² es agua.

## Demografía
Según el censo de 2010, había 534 personas residiendo en Staunton. La densidad de población era de 597,62 hab./km². De los 534 habitantes, Staunton estaba compuesto por el 98.31% blancos, el 0% eran afroamericanos, el 0% eran amerindios, el 0% eran asiáticos, el 0% eran isleños del Pacífico, el 1.5% eran de otras razas y el 0.19% pertenecían a dos o más razas. Del total de la población el 2.06% eran hispanos o latinos de cualquier raza.